# Paratype striata
Paratype striata är en fjärilsart som beskrevs av Butler 1877. Paratype striata ingår i släktet Paratype och familjen björnspinnare. Inga underarter finns listade i Catalogue of Life.